# Phaeostigma holzingeri
Phaeostigma holzingeri är en halssländeart som beskrevs av Walter Rausch och H. Aspöck 1993. Phaeostigma holzingeri ingår i släktet Phaeostigma och familjen ormhalssländor. Inga underarter finns listade i Catalogue of Life.